# Temporada 1980-81 de los Houston Rockets
La temporada 1980-81 fue la décima de los Houston Rockets en su nueva localización de Texas, y la decimocuarta en la NBA, tras haber jugado las cuatro primeras en San Diego (California). La temporada regular acabó con 40 victorias y 42 derrotas, ocupando el sexto puesto de la conferencia Oeste, clasificándose para los playoffs, en los que alcanzó las finales, cayendo derrotados ante Boston Celtics.

## Elecciones en elDraft
| Ronda | Puesto | Jugador        | Posición | Nacionalidad   | Universidad |
| ----- | ------ | -------------- | -------- | -------------- | ----------- |
| 2     | 27     | John Stroud    | Alero    | Estados Unidos | Mississippi |
| 2     | 38     | Terry Stotts   | Alero    | Estados Unidos | Oklahoma    |
| 2     | 43     | Billy Williams | Escolta  | Estados Unidos | Clemson     |

## Temporada regular
| División Medio Oeste | División Medio Oeste | División Medio Oeste | División Medio Oeste | División Medio Oeste | División Medio Oeste | División Medio Oeste | División Medio Oeste | División Medio Oeste |
| Equipo               | G                    | P                    | %                    | PD                   | Casa                 | Fuera                | Div                  |                      |
| -------------------- | -------------------- | -------------------- | -------------------- | -------------------- | -------------------- | -------------------- | -------------------- | -------------------- |
| y-San Antonio Spurs  | 52                   | 30                   | .634                 | –                    | 34–7                 | 18–23                | 21–9                 |                      |
| x-Kansas City Kings  | 40                   | 42                   | .488                 | 12.0                 | 24–17                | 16–25                | 19–11                |                      |
| x-Houston Rockets    | 40                   | 42                   | .488                 | 12.0                 | 25–16                | 15–26                | 19–11                |                      |
| Denver Nuggets       | 37                   | 45                   | .451                 | 15.0                 | 23–18                | 14–27                | 13–17                |                      |
| Utah Jazz            | 28                   | 54                   | .341                 | 24.0                 | 20–21                | 8–33                 | 13–17                |                      |
| Dallas Mavericks     | 15                   | 67                   | .183                 | 37.0                 | 11–30                | 4–37                 | 5–25                 |                      |

## Playoffs

### Primera ronda
Los Angeles Lakers vs. Houston Rockets
| Fecha      | Partido                                     | Ciudad      |
| ---------- | ------------------------------------------- | ----------- |
| 1 de abril | Los Angeles Lakers 107, Houston Rockets 111 | Los Ángeles |
| 3 de abril | Houston Rockets 106, Los Angeles Lakers 111 | Houston     |
| 5 de abril | Los Angeles Lakers 86, Houston Rockets 89   | Los Ángeles |
|            | Houston Rockets gana las series 2-1         |             |

### Semifinales de Conferencia
San Antonio Spurs vs. Houston Rockets
| Fecha       | Partido                                    | Ciudad      |
| ----------- | ------------------------------------------ | ----------- |
| 7 de abril  | San Antonio Spurs 98, Houston Rockets 107  | San Antonio |
| 8 de abril  | San Antonio Spurs 125, Houston Rockets 113 | San Antonio |
| 10 de abril | Houston Rockets 112, San Antonio Spurs 99  | Houston     |
| 12 de abril | Houston Rockets 112, San Antonio Spurs 114 | Houston     |
| 14 de abril | San Antonio Spurs 117, Houston Rockets 123 | San Antonio |
| 15 de abril | Houston Rockets 96, San Antonio Spurs 101  | Houston     |
| 17 de abril | San Antonio Spurs 100, Houston Rockets 105 | San Antonio |
|             | Houston Rockets gana las series 4-3        |             |

### Finales de Conferencia
Kansas City Kings vs. Houston Rockets
| Fecha       | Partido                                   | Ciudad      |
| ----------- | ----------------------------------------- | ----------- |
| 21 de abril | Kansas City Kings 78, Houston Rockets 97  | Kansas City |
| 22 de abril | Kansas City Kings 88, Houston Rockets 79  | Kansas City |
| 24 de abril | Houston Rockets 92, Kansas City Kings 88  | Houston     |
| 26 de abril | Houston Rockets 100, Kansas City Kings 89 | Houston     |
| 29 de abril | Kansas City Kings 88, Houston Rockets 97  | Kansas City |
|             | Houston Rockets gana las series 4-1       |             |

### Finales de la NBA
Boston Celtics vs. Houston Rockets 
| Fecha      | Partido                                | Ciudad  |
| ---------- | -------------------------------------- | ------- |
| 5 de mayo  | Boston Celtics 98, Houston Rockets 95  | Boston  |
| 7 de mayo  | Boston Celtics 90, Houston Rockets 92  | Boston  |
| 9 de mayo  | Houston Rockets 71, Boston Celtics 94  | Houston |
| 10 de mayo | Houston Rockets 91, Boston Celtics 86  | Houston |
| 12 de mayo | Boston Celtics 109, Houston Rockets 80 | Boston  |
| 14 de mayo | Houston Rockets 91, Boston Celtics 102 | Houston |
|            | Boston Celtics gana las finales 4-2    |         |

## Estadísticas
| Rk | Jugador          | Edad | P  | PT | MP   | TC   | TCI  | %TC  | T3  | T3I | %T3  | TL  | TLI  | %TL  | RO  | RD  | RT   | AS  | RB  | TAP | BP  | FP  | PTS  |
| -- | ---------------- | ---- | -- | -- | ---- | ---- | ---- | ---- | --- | --- | ---- | --- | ---- | ---- | --- | --- | ---- | --- | --- | --- | --- | --- | ---- |
| 1  | Moses Malone     | 25   | 80 |    | 40.6 | 10.1 | 19.3 | .522 | 0.0 | 0.0 | .333 | 7.6 | 10.1 | .757 | 5.9 | 8.8 | 14.8 | 1.8 | 1.0 | 1.9 | 3.9 | 2.8 | 27.8 |
| 2  | Robert Reid      | 25   | 82 |    | 36.1 | 6.5  | 13.6 | .482 | 0.0 | 0.0 | .000 | 2.8 | 3.7  | .756 | 2.0 | 5.1 | 7.1  | 4.2 | 2.0 | 0.8 | 2.4 | 4.0 | 15.9 |
| 3  | Calvin Murphy    | 32   | 76 |    | 26.5 | 6.9  | 14.1 | .492 | 0.1 | 0.2 | .235 | 2.7 | 2.8  | .958 | 0.4 | 0.7 | 1.1  | 2.9 | 1.5 | 0.1 | 1.7 | 2.8 | 16.7 |
| 4  | Rudy Tomjanovich | 32   | 52 |    | 24.3 | 5.1  | 10.8 | .467 | 0.2 | 1.0 | .235 | 1.3 | 1.6  | .793 | 1.5 | 2.5 | 4.0  | 1.6 | 0.4 | 0.1 | 1.1 | 2.3 | 11.6 |
| 5  | Calvin Garrett   | 24   | 70 |    | 23.4 | 2.7  | 5.9  | .453 | 0.0 | 0.0 | .333 | 0.7 | 0.9  | .806 | 1.2 | 2.6 | 3.8  | 1.9 | 0.7 | 0.1 | 1.3 | 2.4 | 6.1  |
| 6  | Mike Dunleavy    | 26   | 74 |    | 21.7 | 4.2  | 8.5  | .491 | 0.0 | 0.2 | .063 | 2.1 | 2.5  | .839 | 0.4 | 1.2 | 1.6  | 3.6 | 0.9 | 0.0 | 1.9 | 2.2 | 10.5 |
| 7  | Tom Henderson    | 29   | 66 |    | 21.4 | 2.1  | 5.0  | .413 | 0.0 | 0.0 | .000 | 1.2 | 1.4  | .821 | 0.5 | 1.1 | 1.6  | 4.7 | 0.8 | 0.1 | 1.4 | 1.7 | 5.3  |
| 8  | Allen Leavell    | 23   | 79 |    | 21.3 | 3.3  | 6.9  | .471 | 0.0 | 0.2 | .118 | 1.6 | 1.9  | .832 | 0.4 | 1.3 | 1.7  | 4.9 | 1.2 | 0.2 | 2.4 | 2.0 | 8.1  |
| 9  | Bill Willoughby  | 23   | 55 |    | 20.8 | 2.7  | 5.2  | .523 | 0.0 | 0.0 |      | 0.9 | 1.2  | .766 | 1.3 | 2.8 | 4.1  | 1.2 | 0.3 | 0.6 | 1.3 | 1.9 | 6.3  |
| 10 | Billy Paultz     | 32   | 81 |    | 20.5 | 3.2  | 6.4  | .507 | 0.0 | 0.0 | .000 | 0.9 | 1.9  | .490 | 1.4 | 3.5 | 4.8  | 1.3 | 0.3 | 0.9 | 1.1 | 2.2 | 7.4  |
| 11 | Major Jones      | 27   | 68 |    | 14.8 | 1.7  | 3.7  | .464 | 0.0 | 0.0 | .000 | 0.9 | 1.5  | .634 | 1.4 | 2.0 | 3.4  | 0.6 | 0.3 | 0.3 | 0.8 | 1.6 | 4.4  |
| 12 | John Stroud      | 23   | 9  |    | 9.8  | 1.2  | 3.8  | .324 | 0.0 | 0.0 |      | 0.3 | 0.4  | .750 | 0.8 | 0.7 | 1.4  | 1.0 | 0.1 | 0.0 | 0.4 | 0.8 | 2.8  |
| 13 | Lee Johnson      | 23   | 10 |    | 8.0  | 0.7  | 2.3  | .304 | 0.0 | 0.0 |      | 0.3 | 0.5  | .600 | 0.6 | 1.4 | 2.0  | 0.1 | 0.0 | 0.5 | 0.7 | 1.7 | 1.7  |

## Galardones y récords
| Jugador      | Galardón                              |
| Moses Malone | 2.º Mejor quinteto de la NBA All-Star |